# عبد اللطيف البرغوثي
عبد اللطيف محمود البرغوثي هو تربوي وأكاديمي فلسطيني، ولد في قرية كفر عين شمال رام الله يوم 9/4/1928. تعلم في كتّاب قرية كفر عين، ثم في مدرسة ديرغسّانة للذكور ثم في الكلية الرشيدية في القدس حيث تخرج فعمل معلماً دون أن ينقطع عن الدراسة الجامعية فحصل على البكالوريوس والماجستير والدكتوراة من جامعة لندن، وقد حصل على شهادة الدكتوراة ببحثه عن «الأغاني العربية الشعبية في فلسطين والأردن».
عمل البرغوثي مدرساً في المدارس الابتدائية والإعدادية والثانوية ومديراً لمدرسة بني زيد الثانوية حتى عام 1956 عندما عمل مفتشاً بوكالة الغوث الدولية، ثم مدرساً في معهد المعلمين في بنغازي-ليبيا. وفيما بعد عمل مدرساً فكبير مدرسين في معهد معلمي الوكالة برام الله ثم مديراً لدائرة تدريب المعلمين في رئاسة الوكالة بالقدس وبعدها خبيراً معاراً من اليونسكو للجامعة الليبية في طرابلس حيث أسهم في تأسيس كلية التربية هناك (1967-1974). وبعد ذلك أوفدته اليونسكو في مهمة مماثلة لمدة سنة إلى البحرين لتطوير معاهد المعلمين والمعلمات فيها.
عاد إلى البلاد وعمل في جامعة بيرزيت أستاذاً للغة العربية وآدابها، ورئيساً لدائرتها حتى سنة 1980، حينما أعارته الجامعة لليونسكو ولمدة سنتين عمل خلالها منسقاً لفريق من خبراء اليونسكو العرب لتطوير التربية في دولة الإمارات العربية المتحدة. وبعد تنفيذ تلك المهمة عاد إلى جامعة بيرزيت نائباً للرئيس للشؤون الأكاديمية. وبعد أن انتهت خدمته في جامعة بيرزيت عمل لمدة سنتين في جامعة القدس مستشارأً لرئيسها.
نشرت له بحوث في مجالات مختلفة، منها مجلة التراث والمجتمع التابع لجمعية إنعاش الأسرة في مدينة البيرة بفلسطين، ومجلة الأسوار التي تصدر في مدينة عكا، ومجلة عالم الفكر الكويتية وغيرها. وصدر له خمسة وعشرون مؤلفاً في التاريخ والتراث والتربية والأدب، وشارك في العديد من المؤتمرات العلمية في الوطن العربي والولايات المتحدة الأمريكية.
كما كان عضواً في اتحاد الأدباء والكتاب الفلسطيني، وعضو الفرع الفلسطيني في رابطة القلم العالمية، ورئيس جمعية الفولكلوريين الفلسطينيين، وعضواً ورئيساً في مركز التراث الشعبي الفلسطيني بجمعية إنعاش الأسرة، وساهم في إقامة مهرجانات التراث الشعبي قبل الاحتلال وبعده، وعضواً في جمعية الفولكلور الأمريكية، وعضواً مؤسساً في مجمع اللغة العربية الفلسطيني وعضواً في مؤسسات أخرى غيرها. وكان البرغوثي أحد أبرز رواد حقل التراث الشعبي الفلسطيني وبخاصة الأدب الشعبي منه. كما شارك في أبرز النشاطات الفكرية والأدبية والتراثية في داخل فلسطين وخارجها، بحيث يصعب حصر هذه النشاطات.
توفي الدكتور عبد اللطيف البرغوثي بتاريخ 07/05/2002.